# Mundspiegel

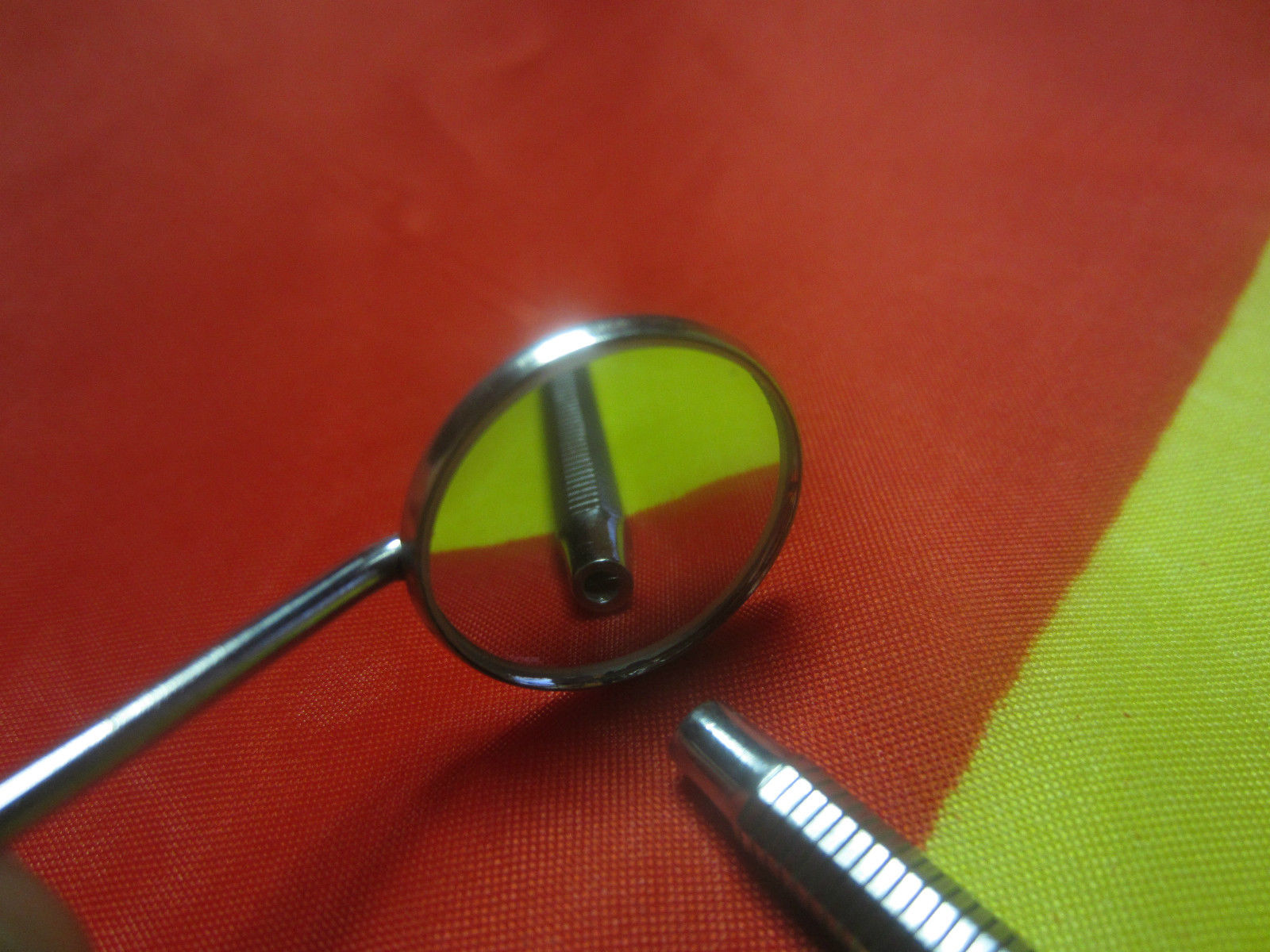
Mundspiegel

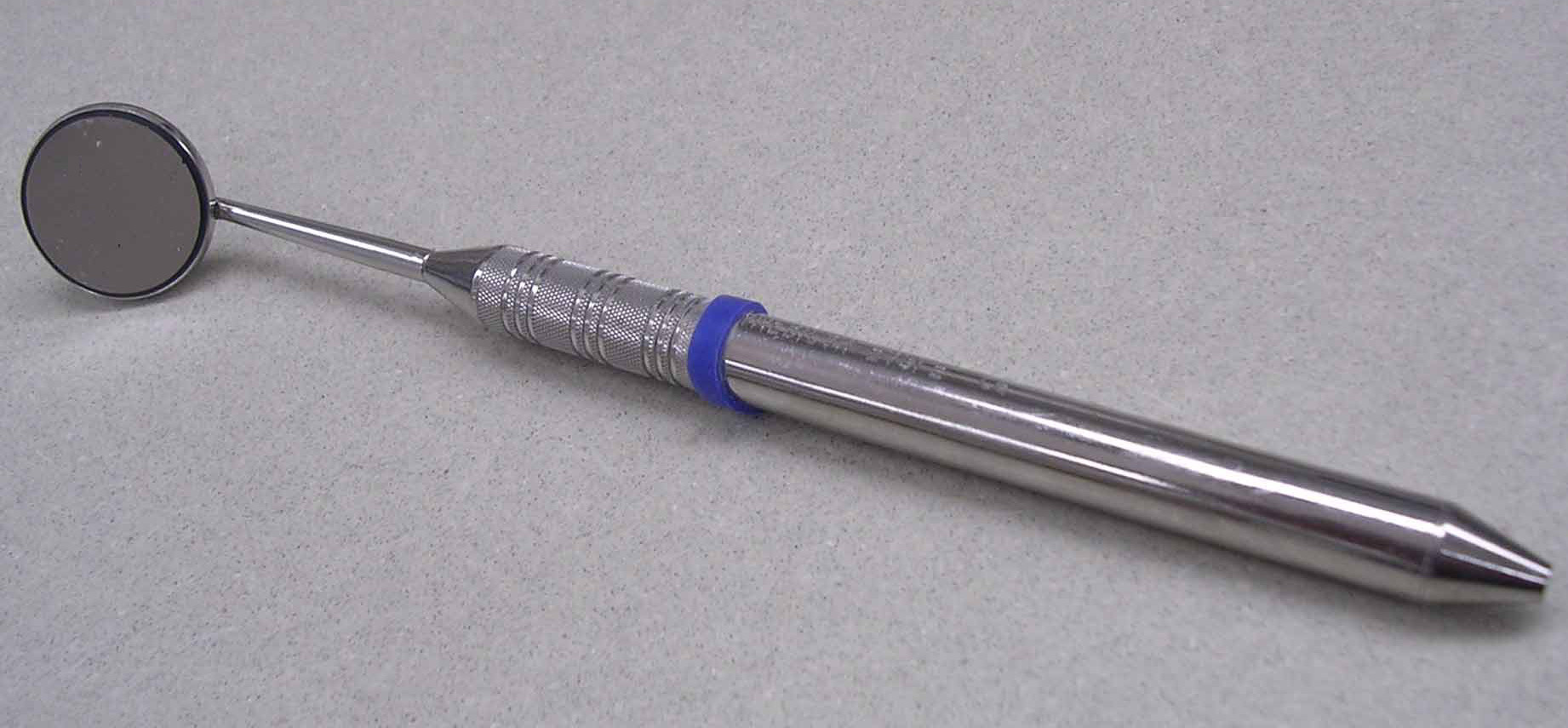
Mundspiegel (US-Norm)

Ein Mundspiegel, auch Dentalspiegel genannt, ist ein zahnmedizinisches Instrument zur Untersuchung der Mundhöhle und insbesondere der Zähne. Es besteht aus einem Griff und einem in der Regel abschraubbaren Spiegel. Als Material für die Griffe in verschiedenen ergonomischen Formen sind Edelstahl und Kunststoff gebräuchlich.
Die aus einem Metallbelag bestehende reflektierende Schicht kann aus Sicht des Nutzers hinter dem Glas („Back Surface“) liegen, damit ist sie vor chemischem Angriff und Kratzern besser geschützt. Durch den schwächeren Reflex der Glasvorderseite und Mehrfachreflexe entstehen jedoch zusätzliche, etwas verschobene und daher störende Spiegelbilder.
Ist die Reflexschicht wie bei Autospiegeln an der Vorderseite des Glases („Front Surface“) ist sie der Gefahr des mechanischen Zerkratzens ausgesetzt und braucht eine lichtdurchlässige Korrosionsschutzschicht, doch gibt ein klareres Bild. Zahnärzte verwenden typisch diese Variante.
Typische Durchmesser reichen von ø 18 mm (Fig. 4) über ø 20 mm (Fig. 5) bis ø 30 mm (Fig. 10). Zu den Formen gehören plane und konkave Spiegel, vergrößernde Spiegelflächen sowie doppelseitige Spiegel.
Der Mundspiegel gehört als zahnärztliches Diagnostikinstrument nach CE in die Gefahrenklasse 2. Er wird als eine Einheit mit dem Mundspiegelgriff betrachtet und deshalb muss entweder auf dem Griff oder auf dem Spiegel selbst ein CE-Zeichen aufgebracht sein.
Für die Verbindung Griffstück und Spiegel bestehen zwei Gewindenormen, die untereinander nicht kompatibel sind. Die europäische CE-Konformität passt zu dem flachen Griff, den amerikanischen FDA-Griff erkennt man an dem Konus des Griffendes.
Laut Dentalhistorischem Museum Zschadraß erfand den Mundspiegel Joseph Murphy im Jahr 1811.